# Roman Kuźniar
Roman Józef Kuźniar (ur. 25 września 1953 w Przemyślu) – polski politolog, profesor nauk humanistycznych, profesor Uniwersytetu Warszawskiego, dyplomata, w latach 2005–2007 dyrektor Polskiego Instytutu Spraw Międzynarodowych, w latach 2010–2015 doradca prezydenta RP ds. międzynarodowych, wykładowca na Wydziale Nauk Politycznych i Studiów Międzynarodowych Uniwersytetu Warszawskiego.

## Życiorys
W latach 1968–1973 był uczniem Technikum Górnictwa Naftowego im. Ignacego Łukasiewicza w Krośnie. W 1977 ukończył studia na Wydziale Dziennikarstwa i Nauk Politycznych Uniwersytetu Warszawskiego. W 1981 uzyskał stopień doktora, zaś w 1990 doktora habilitowanego nauk humanistycznych w zakresie nauk o polityce (na podstawie rozprawy habilitacyjnej pt. System zachodni w stosunkach międzynarodowych. Czynniki sprawcze ewolucji). W 2001 otrzymał tytuł profesora nauk humanistycznych.
W 1977 został pracownikiem naukowym Instytutu Stosunków Międzynarodowych UW, a w 1992 został kierownikiem Zakładu Studiów Strategicznych. Objął stanowisko kierownika Katedry Studiów Strategicznych i Bezpieczeństwa Międzynarodowego na Wydziale Nauk Politycznych i Studiów Międzynarodowych UW. Zajął się prowadzeniem wykładów z zakresu międzynarodowych stosunków politycznych, praw człowieka, studiów strategicznych, organizacji międzynarodowych i polskiej polityki zagranicznej, wstępu do nauki o stosunkach międzynarodowych oraz bezpieczeństwa.
Doktoraty pod jego kierunkiem napisali m.in.: Robert Kupiecki (1998), Agnieszka Bieńczyk-Missala (2004), Marek Madej (2006), Kamila Pronińska (2007), Patrycja Grzebyk (2010), Anna Wojciuk (2010), Piotr Łukasiewicz (2018).
Wszedł w skład Komitetu Nauk Politycznych Polskiej Akademii Nauk, a w 1995 został członkiem polskiej delegacji do Komisji Praw Człowieka ONZ. Jest autorem i redaktorem wielu publikacji z zakresu międzynarodowych stosunków politycznych, studiów strategicznych, polityki zagranicznej, bezpieczeństwa międzynarodowego i praw człowieka. W 1995 objął funkcję redaktora naczelnego „Rocznika Strategicznego”. Był także jednym z inicjatorów utworzenia Euroregionu Karpackiego.
Odbył staż kandydacki w Polskiej Zjednoczonej Partii Robotniczej, ale na skutek rezygnacji nie został pełnoprawnym członkiem partii. W 1990 rozpoczął pracę w Ministerstwie Spraw Zagranicznych. Był m.in. dyrektorem Departamentu Planowania i Analiz (1992–1994), ministrem pełnomocnym w Stałym Przedstawicielstwie RP przy Biurze NZ w Genewie (1994–1998), pracownikiem (1998–2002) i dyrektorem (2000–2002) Departamentu Strategii i Planowania Polityki Zagranicznej (odszedł z powodu rozbieżności stanowisk między nim i kierownictwem MSZ odnośnie do wojny w Iraku). W latach 2003–2005 pełnił funkcję dyrektora Akademii Dyplomatycznej MSZ.
1 czerwca 2005 został dyrektorem Polskiego Instytutu Spraw Międzynarodowych. Podawał wówczas w wątpliwość zasadność przystępowania Polski do amerykańskiego programu tzw. tarczy antyrakietowej, według informacji „Życia Warszawy” instytut przygotował ekspertyzę krytycznie oceniającą ten projekt. 8 lutego 2007 Roman Kuźniar został odwołany z zajmowanego stanowiska, co motywowano „nową koncepcją funkcjonowania PISM”.
Po utworzeniu rządu Donalda Tuska był doradcą ministra obrony narodowej Bogdana Klicha w latach 2007–2010. 1 października 2010 został powołany na doradcę prezydenta RP Bronisława Komorowskiego ds. międzynarodowych. Pełnił tę funkcję do 5 sierpnia 2015. W 2018 zasiadł w radzie Fundacji Instytut Bronisława Komorowskiego, następnie został członkiem rady programowej tej fundacji.
Został też przewodniczącym rady Fundacji imienia Krzysztofa Skubiszewskiego, przewodniczącym rady utworzonej przez Olgierda Łukaszewicza Fundacji „My Obywatele Unii Europejskiej – Fundacja im. Wojciecha B. Jastrzębowskiego”, a także prezesem Stowarzyszenia Studiów Strategicznych. W 2024 powołany na przewodniczącego rady PISM. Został również członkiem krajowym korespondentem Wydziału II Historyczno-Filozoficznego Polskiej Akademii Umiejętności.

## Odznaczenia
Odznaczony Krzyżem Kawalerskim Orderu Odrodzenia Polski (2015) oraz francuską Legią Honorową. W pierwszej połowie lat 80. otrzymał Medal „Za zasługi dla obronności kraju”.

## Wybrane publikacje
- O prawach człowieka. Idee, instytucje, praktyka. Warszawa: Wydawnictwo Naukowe PWN, 1992. ISBN 83-01-10886-X. Brak numerów stron w książce
- Polityka i siła. Studia strategiczne – zarys problematyki. Warszawa: Wydawnictwo Naukowe Scholar, 2005. ISBN 83-7383-222-X. Brak numerów stron w książce
- Droga do wolności. Polityka zagraniczna III Rzeczpospolitej. Warszawa: Wydawnictwo Naukowe Scholar, 2008. ISBN 978-83-7383-290-9. Brak numerów stron w książce
- Pozimnowojenne dwudziestolecie 1989–2010. Stosunki międzynarodowe na przełomie XX i XXI wieku. Warszawa: Wydawnictwo Naukowe Scholar, 2011. ISBN 978-83-7383-481-1. Brak numerów stron w książce
- Porządek międzynarodowy. Perspektywa ontologiczna. Warszawa: Wydawnictwo Naukowe Scholar, 2019. ISBN 978-83-65390-93-6. Brak numerów stron w książce
- Zmierzch liberalnego porządku międzynarodowego. Warszawa: Wydawnictwo Naukowe Scholar, 2022. ISBN 978-83-66849-40-2. Brak numerów stron w książce
- Książeczka o złym człowieku. Zły w życiu międzynarodowym. Warszawa: Wydawnictwo Naukowe Scholar, 2023. ISBN 978-83-67450-45-4. Brak numerów stron w książce
- Polityka zagraniczna RP 1989–2024. Warszawa: Wydawnictwo Naukowe Scholar, 2025. ISBN 978-83-68091-20-5. Brak numerów stron w książce